# جيمس شاين
جيمس شاين (بالإنجليزية: James Shane)‏ هو منافس ألعاب قوى بريطاني، ولد في 18 ديسمبر 1989.

## وصلات خارجية
- جيمس شاين على موقع الاتحاد الدولي لألعاب القوى (الإنجليزية)
- جيمس شاين على موقع الدوري الماسي (الإنجليزية)